# Västergötland
Västergötland je švedska pokrajina u Götalandu.

## Administrativna podjela
Tradicionalne pokrajine u Švedskoj nemaju administrativnu ili političku svrhu, ali su povijesni i kulturni subjekt. Veći dio pokrajine istočni je dio županije Västra Götaland i zapadni dio županije Jönköping. Manji dio pokrajine dio je županija Halland i Örebro. 

## Zemljopis
Västergötland se nalazi u jugozapadnom dijelu Švedske. Na sjeveru pokrajine su dva najveća švedska jezera Vänern i Vättern, a na jugu je tjesnac Kattegat. Graniči s pokrajinama    Bohuslän, Dalsland, Värmland, Närke, Östergötland, Småland i Halland. Prostire se na 16.694 km². 

## Stanovništvo
Prema podacima iz 2009. godine u pokrajini živi 1.238.845 stanovnika dok je prosječna gustoća naseljenosti 25 stanovnika na km².
| Županija             | Stanovnišvo |
| -------------------- | ----------- |
| Västra Götaland, dio | 1.217.485   |
| Jönköping, dio       | 17.701      |
| Halland, dio         | 2.076       |
| Örebro, dio          | 1.583       |

## Vanjske poveznice
- Västergötland  Arhivirana inačica izvorne stranice od 13. veljače 2003. (Wayback Machine) - turističke informacije